# TOI-530
TOI-530 — одиночная звезда в созвездии Близнецов. Находится на расстоянии приблизительно 487 световых лет (около 149 парсек) от Солнца. Видимая звёздная величина звезды — +15,454m.
Вокруг звезды обращается, как минимум, одна планета.

## Характеристики
TOI-530 — красный карлик спектрального класса M0,5V. Масса — около 0,53 солнечной, радиус — около 0,54 солнечного. Эффективная температура — около 4029 K.

## Планетная система
В 2022 году командой астрономов, работающих в рамках проекта TESS, было объявлено об открытии планеты TOI-530 b.